# Statens Værksteder for Kunst
Statens Værksteder for Kunst (SVFK) er en institution under Kulturministeriet, hvis vigtigste funktion er at bidrage til skabelsen af store og krævende kunstprojekter. Den har til huse i Gammel Dok Pakhus på Christianshavn, hvor den tidligere delte lokation med Dansk Arkitektur Center. På SVK kan kunstnere arbejde i store formater, som deres eget værksted og udstyr ikke tillader. Der er plads til at arbejde på flere store lærreder, installationer eller skulpturer på samme tid. 
Huset tog imod de første kunstnere i 1986 og har siden spillet en væsentlig rolle i produktionen af  projekter inden for kunst, design, kunsthåndværk og konservering. I dag løses årligt omkring 170 projekter i værksteder og atelierer på Gammel Dok.
Værkstederne var egentlig udset til i 2015 at skulle flytte til Helsingør, i forbindelse med udflytningen af de statslige arbejdspladser, men planen blev udskudt i sidste øjeblik.
Der afholdes jævnligt artist talks og kulturnatsarrangementer, ligesom huset kan benyttes til møder, workshops og arrangementer for kunstbranchens interessenter.
Institutionen er initiativtager på Wikipedia-projektet, Værkstedsviden - Kunst & Design